# Ramón Huidobro Domínguez
Ramón Ignacio Huidobro Domínguez (9 de agosto de 1916-19 de enero de 2019) fue un diplomático chileno. Se desempeñó como embajador de su país en Argentina durante el gobierno del presidente Salvador Allende.

## Familia y estudios

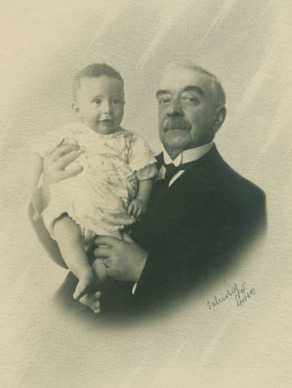
Huidobro con su abuelo Ramón Huidobro Luco en 1917.

Hijo del historiador Ramón Huidobro Gutiérrez y Marta Domínguez Casanueva, fue nieto del juez y político Ramón Huidobro Luco.
Estudió en el Colegio San Ignacio, y posteriormente ingresó a la carrera de derecho en la Universidad Católica de Chile.
En 1941 se casó con Eliana Nordenflych, con quien tuvo cuatro hijos. La pareja se separó en 1948. Posteriormente conoció en Lima a Francisca Llona Barros, quien había tenido tres hijos con Tomás Allende Pesse —primo hermano de Salvador Allende—, uno de ellos la escritora Isabel Allende, quien lo llamaba el «tío Ramón».
Tras mantener una relación que fue un escándalo social por esos años, ya que su primer matrimonio no fue anulado, Huidobro y Llona se casaron en Argentina en 1953, y solo tras la muerte de Nordenflych pudieron contraer matrimonio en Chile. Llona falleció en septiembre de 2018, mientras que Huidobro falleció el 19 de enero de 2019, a los 102 años.

## Carrera
Durante sus estudios universitarios, en 1934, ingresó a trabajar al Ministerio de Relaciones Exteriores y Comercio y posteriormente trabajó en el gobierno del presidente Jorge Alessandri. Ejerció como cónsul en Lima, fue jefe de misión de Chile ante las Naciones Unidas en Ginebra —donde conoció a Ernesto Che Guevara—, y luego fue asignado a Paraguay y Bolivia, y fue jefe de la misión chilena en el Líbano y Siria.
En 1970 el presidente Salvador Allende —amigo suyo, a quien conocía desde 1939— lo designó embajador en Argentina. Tras el golpe de Estado de 1973, Huidobro renunció a su cargo y se mantuvo junto a su familia en Buenos Aires hasta 1974, cuando, tras una cena en la casa de los Huidobro Llona, un atentado asesinó al excomandante en jefe del Ejército Carlos Prats y a su esposa, Sofía Cuthbert. Tras recibir amenazas de muerte, el matrimonio emigró a Nueva York gracias a gestiones de Gabriel Valdés, y luego a Venezuela.
A su regreso a Chile, firmó el documento de los Independientes por el Consenso Democrático que proponía una candidatura presidencial de Alejandro Hales en 1989, y tras el retorno a la democracia fue director de la Academia Diplomática Andrés Bello, entre 1992 y 1995.